# Jūrmala
Jūrmala är en stad vid Rigabukten i Lettland, cirka 2 mil väster om Riga. Jūrmala är en semesterort och ett populärt turistmål. Staden är långsträckt och består mest av trähus i art nouveau-stil (jugend). Den främsta anledningen att besöka staden är den 32 km långa, långgrunda sandstranden som har lockat badgäster till Jūrmala sedan sent 1800-tal.

## Namn och administrativ historik
Namnet Jūrmala kommer från lettiska "jūra" (hav) and "mala" (kant, rand, sida, gräns), och kan översättas som havsranden eller sjösidan. 
År 1920, inte långt efter Lettlands självständighet, etablerades staden Rīgas Jūrmala ("Rigas sjösida").

På tyska blev staden känd som Rigasche Strand och Riga-Strand. På svenska följde namnet Rigastrand. Tyska turister lockades till Baltische Riviera (Baltiska rivieran)
Jūrmala förlorade sin status som stad under andra världskriget, och 1946 var den inkorporerad som ett distrikt inom staden Riga.

I distriktet införlivades Priedaine 1949.
Slutligen, 1959, lyftes Jūrmala  ut ur staden Riga och slogs samman med de två kurorterna Sloka och Ķemeri för att bilda Jūrmalas pilsēta (Jūrmala stad).

Vid den administrativa reformen 2009 fick Jūrmala status som republikstad (Republikas pilsētas) och år 2021 ersattes detta av termen nationalstad (valstspilsētā). Jūrmala är Lettlands femte största stad till folkmängd.

## Kommunikationer

### Järnväg
Järnvägen Riga-Tukums byggdes mellan 1875 och 1877. Den drogs på det smala näset mellan Lielupe och Rigabukten. På en 13 km lång sträcka ligger järnvägen inom en kilometer från havet, och där finns tio stationer med enkelt gångavstånd till den breda sandstranden. Detta innebar ett stort uppsving för området och ett pärlband av samhällen växte upp. 1912 etablerades direkt järnvägsförbindelse med Moskva. Nuvarande järnvägsstationer inom Jūrmala stad är (uppräknade från öst till väst): Priedaine, Lielupe, Bulduri, Dzintari, Majori, Dubulti, Jaundubulti, Pumpuri, Melluži, Asari, Vaivari, Sloka och Ķemeri. 

### Vägar
En sexfilig väg, betecknad A10 och E22, förbinder Jūrmala med Riga. För vidare färd över floden Lielupe till Jūrmalahalvön krävs vägavgift för ej boende. Den fyrfiliga bron byggdes 1962 och 1976 byggdes en bro över järnvägen vid Dzintari station, vilket ger snabb fyrfilig väg till centrala Jūrmala.

### Flyg
Rigas internationella flygplats ligger endast 18 km med bil från centrala Jūrmala (Majori). Förvirrade nog finns också Jūrmala flygplats, en före detta sovjetisk flygbas som ligger längre bort, i närheten av Tukums.

## Platser
Vid bilfärd från Riga till Jūrmala möts besökaren först av vattenparken (Līvu Akvaparks) intill floden Lielupe.
Längre västerut, i Dzintari finns en välbesökt konsertsal (Dzintaru koncertzāle) och en stadspark med 200-åriga tallar (Dzintaru Mežaparks).
Majori utgör ett centrum i staden och här finns den centrala gågatan Jomas iela. 
Längst i väster ligger Ķemeri med lämningar efter kurortstiden och en nationalpark med stora myrmarker (Ķemeru nacionālais parks)

## Sport
- FK Spartaks Jūrmala

## Vänorter
Jūrmala har följande vänorter:
- Admiraltejskij rajon, Ryssland
- Alusjta, Ukraina
- Anadia, Portugal
- Anaklia, Georgien
- Ashdod, Israel
- Cabourg, Frankrike
- Chanty-Mansijsk, Ryssland
- Eskilstuna kommun, Sverige
- Gävle kommun, Sverige
- Jakobstad, Finland
- Jilin, Kina
- Jugo-Zapadnyj administrativnyj okrug, Ryssland
- Kazan, Ryssland
- Palanga, Litauen
- Pärnu, Estland
- Samarkand, Uzbekistan
- Shenyang, Kina
- Terracina, Italien
- Tsqaltubo, Georgien
- Türkmenbaşy, Turkmenistan